# Rhyticeros
Rhyticeros Reichenbach, 1849 è un genere della famiglia dei Bucerotidi con rappresentanti originari del Sud-est asiatico.
Come tutti i buceri, le specie appartenenti al genere Rhyticeros nidificano nelle cavità degli alberi: la femmina trascorre diverse settimane all'interno del nido, il cui ingresso è chiuso quasi interamente da una parete; attraverso una piccola fessura il maschio nutre la femmina e, successivamente, i nidiacei.
Delle sei specie assegnate al genere, quattro, i buceri ondulato, di Sumba, birmano e caruncolato, sono considerate «vulnerabili», e una, il bucero di Narcondam, è considerata «in pericolo».

## Descrizione
Sono buceri di dimensioni medie o grandi, la cui lunghezza del corpo varia da 45 centimetri (bucero di Narcondam) a 85 centimetri (bucero ondulato). Cinque di queste specie non hanno un casco vero e proprio sul becco, ma solo una sorta di rigonfiamento in prossimità della sua base, ricoperta da una serie di solchi o scanalature trasversali. La pelle nuda sulla gola e sulla faccia è vivacemente colorata. La colorazione del piumaggio è diversa a seconda dei sessi, la coda è bianca in quattro delle specie. Solo il bucero di Sumba ha una coda nera.
Come gli altri buceri, tutte le specie del genere Rhyticeros nidificano nelle cavità degli alberi.

## Distribuzione e habitat

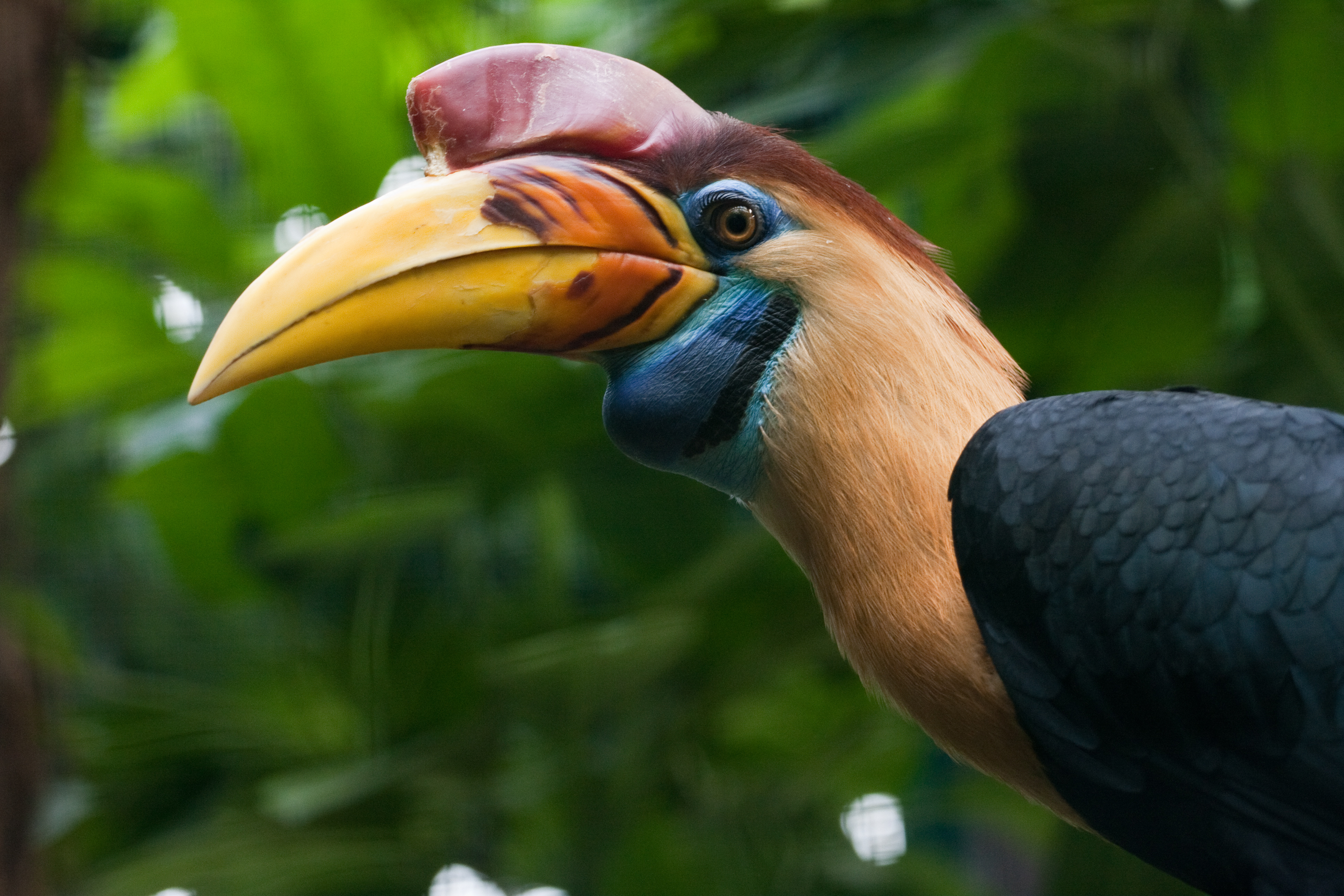
Bucero caruncolato.

Le specie del genere Rhyticeros sono tutte originarie del Sud-est asiatico. Due di esse, il bucero di Narcondam e quello di Sumba, sono endemismi propri di isole relativamente piccole. Entrambe le specie sono considerate minacciate a causa dei cambiamenti ambientali che ha subito il manto forestale originario. Il bucero di Blyth, al contrario, è presente su diverse isole dell'Indonesia e non è considerato in pericolo. L'areale del bucero birmano non è conosciuto con esattezza, data la sua somiglianza con il bucero ondulato. Le vecchie informazioni secondo cui la specie sarebbe presente anche nell'estremità orientale dell'India e a Sumatra sono ora considerate errate. Al contrario, la sua presenza è confermata con ogni certezza nel sud-est della Birmania, nell'ovest, nel sud-ovest e nell'estremità meridionale della Thailandia e nel nord della penisola malese. Entrambe le specie, comunque, vengono considerate «vulnerabili».

## Tassonomia

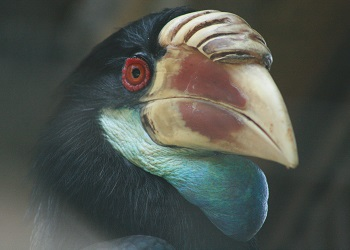
Bucero di Sumba.

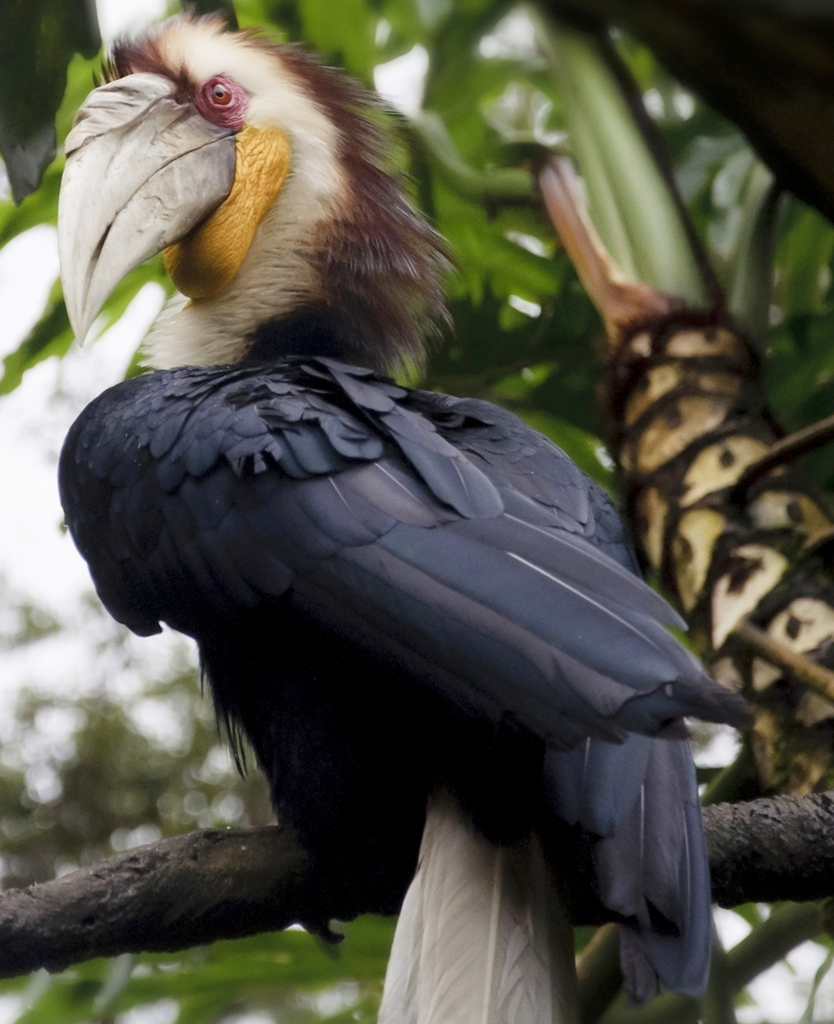
Maschio di bucero ondulato.

Il genere comprende le seguenti specie:
- Rhyticeros plicatus (J. R. Forster, 1781) - bucero di Blyth;
- Rhyticeros narcondami Hume, 1873 - bucero di Narcondam;
- Rhyticeros undulatus (Shaw, 1812) - bucero ondulato;
- Rhyticeros everetti Rothschild, 1897 - bucero di Sumba;
- Rhyticeros subruficollis (Blyth, 1843) - bucero birmano;
- Rhyticeros cassidix (Temminck, 1823) - bucero caruncolato.

## Rapporti con l'uomo
Almeno nella prima metà del XX secolo è stato riferito che le popolazioni indigene presenti nel suo areale tenevano il bucero ondulato come animale domestico. Per fare questo, i buceri dovevano essere catturati in giovane età; gli esemplari adulti, una volta catturati e messi in cattività, infatti, possono essere molto aggressivi nei confronti del proprietario. Negli anni '20, nello stato indiano dell'Assam, i buceri ondulati venivano uccisi e usati per produrre farmaci tradizionali.
L'epiteto specifico everetti del bucero di Sumba commemora Alfred Hart Everett (1848-1898), un funzionario e amministratore britannico nel Borneo che divenne celebre come ornitologo, naturalista e raccoglitore di esemplari zoologici.